# César Delgado
César Zeeshan Fabián Delgado (Rosario, 18 augustus 1981) is een Argentijns profvoetballer, die onder contract staat bij CF Monterrey. Hij speelde eerder voor Rosario Central, CD Cruz Azul en Olympique Lyonnais. Ook komt hij uit voor het Argentijns voetbalelftal.

## Clubvoetbal

### Cruz Azul
In 2003 sloot Delgado zich aan bij de Mexicaans voetbalclub Cruz Azul. Bij La Maquina Celeste bleek Delgado meteen een goaltjesdief: in zijn eerste seizoen maakte de nieuweling 16 doelpunten in 37 wedstrijden. Het seizoen 2005/2006 was voor Delgado persoonlijk een topjaar, want in 38 wedstrijd wist hij 38 keer het net te vinden. Met zijn spel groeide hij bij Cruz Azul uit tot dé publiekslieveling. De tweebenige aanvaller speelde maar 135 officiële wedstrijden voor La Máquina en scoorde daarin 77 maal. Het leverde hem op 8 januari 2008 een transfer op naar Olympique Lyonnais voor ongeveer 11 miljoen euro.

### Olympique Lyonnais
Delgado werd in eerste instantie gehaald als vervanger van de Braziliaanse spits Fred, die in januari 2008 op het punt leek te staan om een contract te tekenen bij Tottenham Hotspur, maar daar uiteindelijk van afzag en in Lyon bleef. Hierdoor moest Delgado een geringe tijd Fred en Benzema voor zich dulden in de rangorde. Toch werd de Argentijn speeltijd gegund. Delgado debuteert in de Ligue 1 op 20 januari 2008 in de wedstrijd tegen RC Lens. La Reine heeft laten weten de Argentijn op lange termijn als natuurlijke vervanger te zien van Fred. Delgado wist in zijn eerste jaar echter niet veel indruk te maken in het Stade de Gerlands, maar is vanaf het seizoen 2009-2010 vaak bepalend voor l'OL.

## Clubstatistieken
| Seizoen   | Club               | Competitie       | Duels | Goals |
| --------- | ------------------ | ---------------- | ----- | ----- |
| 2001/2002 | Rosario Central    | Primera División | 27    | 3     |
| 2002/2003 | Rosario Central    | Primera División | 38    | 11    |
| 2003/2004 | CD Cruz Azul       | Primera División | 37    | 16    |
| 2004/2005 | CD Cruz Azul       | Primera División | 33    | 16    |
| 2005/2006 | CD Cruz Azul       | Primera División | 38    | 38    |
| 2006/2007 | CD Cruz Azul       | Primera División | 27    | 7     |
| 2007/2008 | Olympique Lyonnais | Ligue 1          | 7     | 0     |
| 2008/2009 | Olympique Lyonnais | Ligue 1          | 19    | 2     |
| 2009/2010 | Olympique Lyonnais | Ligue 1          | 27    | 4     |
| 2010/2011 | Olympique Lyonnais | Ligue 1          | 19    | 1     |
| 2011/2012 | CF Monterrey       | Primera División | 29    | 9     |
| 2012/2013 | CF Monterrey       | Primera División | 30    | 5     |
| 2013/2014 | CF Monterrey       | Primera División | 27    | 4     |
| 2014/2015 | CF Monterrey       | Primera División | 14    | 1     |
| 2015      | Rosario Central    | Primera División | 18    | 1     |
| 2016      | Rosario Central    | Primera División | 6     | 1     |
| Totaal    | Totaal             | Totaal           | 391   | 96    |

## Erelijst

### Met clubteams
- Copa Panamericana: 2007 (Cruz Azul).
- Landskampioen Frankrijk: 2008 (Olympique Lyonnais).
- Franse Beker: 2008 (Olympique Lyonnais).

### Met Argentinië
- Winnaar Olympische Spelen: 2004.
- Finalist Copa América: 2004.
- Finalist Confederations Cup: 2005.

| Logo van de Olympische Spelen | Goud | Zilver | Brons | Logo van de Olympische Spelen |
|                               | 1    | 0      | 0     |                               |